# Roman Trocenko
Roman Viktorovič Trocenko (in russo Роман Викторович Троценко?; Mosca, 12 settembre 1970) è un imprenditore russo, miliardario  e proprietario di Aeon Corporation, una società di investimenti che gestisce 14 aeroporti in Russia, la Moscow River Steamship Line, diversi porti fluviali, immobili. Nel 2013 Aeon ha acquisito la Torre della Federazione, l'edificio residenziale più alto d'Europa.
Consigliere del presidente della compagnia Rosneft dal 2012 per la realizzazione dei progetti offshore della società, il suo patrimonio netto nel 2022 era secondo Forbes di 2 miliardi di dollari.

## Biografia
Nato in una famiglia di medici, Trocenko si è laureato nel 1992 presso la Facoltà di Economia dell'Istituto dei paesi asiatici e africani dell'Università Statale di Mosca (specializzazione in economia del Giappone), e nel 2001 in legge alla Facoltà di Giurisprudenza dell'Università Statale di Mosca.
Nel 1987-1988 ha svolto uno stage presso l'Università Yale (Stati Uniti) e l'Università di Coimbra (Portogallo).

## Carriera
Ha iniziato a lavorare nel 1987 come direttore commerciale della compagnia televisiva kazaka "Azija TV". Nel 1991, è stato selezionato per essere direttore delle finanze dell'International Medical Exchange. Quindi è stato presidente del Consiglio di ISSB "Al'barak-Kazachstan" (1992), direttore generale di JSC Intermedbirža (1993), direttore generale di Stroilizing JSC (1994), Presidente del consiglio di CB "Platinum Bank" (1994), presidente del consiglio di CJSC Industrial Develomment (1996). Nel 1996, Trocenko era a capo del consiglio di amministrazione di Passenger Port JSC, l'anno dopo è stato a capo del consiglio di amministrazione della Južnyj rečnoj port LLC. Nel 1999 è approdato al Ministero dei trasporti con l'incarico di viceministro. Dal 2000 al 2002 è stato direttore generale della OAO Moskovskoe rečnoe parochodstvo. Già all'età di 22 anni, aveva guadagnato il suo primo milione di rubli.
Nel 2007, Trocenko ha creato AEON Corporation. Comprende la società di sviluppo AEON-Development, che si occupa di diversi grandi progetti a Mosca: il complesso commerciale della Torre della Federazione nel centro internazionale di affari di Mosca e il River Park a Nagatinskij. Comprende anche il cantiere navale di Mosca, Verf' brat'ev Nobel' LLC, un certo numero di compagnie di navigazione, tra cui la Moskovskoe rečnoe parochodstvo OJSC e la Stoličnaja sudochodnaja kompanja LLC. Nel settore aeroportuale, AEON Corporation possiede Novaport LLC, che controlla gli aeroporti di Novosibirsk, Čeljabinsk, Barnaul, Tomsk, Ulan-Udė, Čita, Astrachan', Tjumen' e Murmansk, Kaliningrad, Mineral'nye Vody, Perm', Belgorod. 
Nell'ottobre 2009 è stato nominato presidente della USC (United Shipbuilding Corporation), dimettendosi nel luglio 2012. Quell'anno è diventato consigliere del presidente della società Rosneft, Igor' Sečin, sui progetti offshore della società.
Nel 2016 il nome di Trocenko è stato incluso nei Panama Papers trapelati quell'anno.
Nell'agosto 2021, la società Carbon di Roman Trotensko, insieme a Stabeck Mišakov, ex top manager di Basovy Element, ha fondato Arctic Energy Group LLC con rispettive quote del 70% e 30%. Carbon è focalizzata sulla consulenza commerciale e amministrativa. Aleksandra Mutovina viene nominata amministratrice delegata di Carbon.  Nel dicembre 2021, "Russkaja energija" LLC, di cui Trocenko detiene una quota del 70%, ha accettato di acquistare "Vorkutaugol" di Severstal' per 15 miliardi di rubli.

## Vita privata
Sposato con Sof'ja Sergeevna, direttrice esecutiva del centro per l'arte contemporanea WINZAVOD, preside del dipartimento di produzione della scuola del teatro d'arte di Mosca. Hanno due figli e vivono a Mosca.  Nel marzo 2012 Sof'ja è stata nominata vice capo di gabinetto del vicesindaco di Mosca Ol'ga Golodec. Ma ha lasciato l'incarico due mesi dopo, quando la Golodec è stata nominata vice primo ministro della Federazione Russa.
Nel 2021, Trocenko ha acquistato una lussuosa villa sulla costa della Maremma, in Toscana.